# جنیستین
جنیستین (به انگلیسی: Genistin) با فرمول شیمیایی C21H20O10 یک ترکیب شیمیایی است. که جرم مولی آن ۴۳۲٫۳۷ گرم بر مول می‌باشد. 